# Municipio de Sioux Valley (Minnesota)
El municipio de Sioux Valley (en inglés, Sioux Valley Township) es un municipio del condado de Jackson, Minnesota, Estados Unidos. Tiene una población estimada, a mediados de 2022, de 197 habitantes.

## Geografía
Está ubicado en las coordenadas 43°33′27″N 95°17′27″O / 43.55750, -95.29083. Según la Oficina del Censo de los Estados Unidos, tiene una superficie total de 93.9 km², de los cuales 93.1 km² corresponden a tierra firme y 0.8 km² están cubiertos de agua.

## Demografía
Según el censo de 2020, en ese momento había 198 personas residiendo en la región. La densidad de población era de 2.1 hab./km². El 95.45 % de los habitantes eran blancos, el 0.51 % era afroamericano, el 1.01 % eran de otras razas  y el 3.03% eran de una mezcla de razas. Del total de la población, el 4.04 % eran hispanos o latinos de cualquier raza.